# Mavurulu Nyonda Makita
Mavurulu Ma Nziengui, dit Nyonda Makita , né vers 1870 et mort en 1911, est un leader punu combattant anti-colonialiste au Gabon.

## Biographie
Il fut initié aux rites du Bwiti par son oncle maternel, le chef mitsogho Mbombè A Nyangue dit Mbombé, ce qui renforça sa double autorité politique et mystique. 
Héritier d’une zone d’influence s’étendant entre les pays punu et tsogho, il dirigea un vaste territoire de 10.000 km2 connu sous le nom de Mokabe, avec des bases dans les villages de Murundi, Kumeramba et Mokabe.
Il mena la résistance contre la colonisation française entre 1907 et 1911, avant de se rendre pour épargner un massacre de son peuple.
Il mourut en 1911 à Ndendé peu après sa reddition. 
Nyonda Makita Mavurulu est  aujourd’hui considéré comme un héros national au Gabon. 
Au Gabon, le 1er juillet est consacré  à la commémoration de la lutte et de la bataille de Mavurulu contre l’armée coloniale française. 

## L'insurrection de Nyonda Makita (1907-1912)
L’insurrection menée par Mavurulu Ma Nzegui dit Makita Nyonda débute en mai 1907 dans la province de la Nyanga, plus précisément dans les villages forestiers de Mokabe, Kumeramba et Murundi vers Moabi et s’étend jusqu’à la province de la Ngounié vers le village Kembélé non loin de Mouila.